# Куратор Акварум
 Куратор Акварум  або керівник водопостачання (лат. - Curator Aquarum) - посада в Стародавньому Римі, яку займав чиновник і відповідав за управління та організацією водопостачання Риму та розподіл безкоштовного зерна. Куратор Акварум був призначений владою Римської імперії та мав значну владу та відповідальність у керуванні водопровідною системою. Йому доручалося забезпечувати ефективну роботу інфраструктури, вживати заходів для вирішення будь-яких проблем, що виникали, та забезпечувати відповідне використання водних ресурсів.. Першим куратором був Агріппа. 

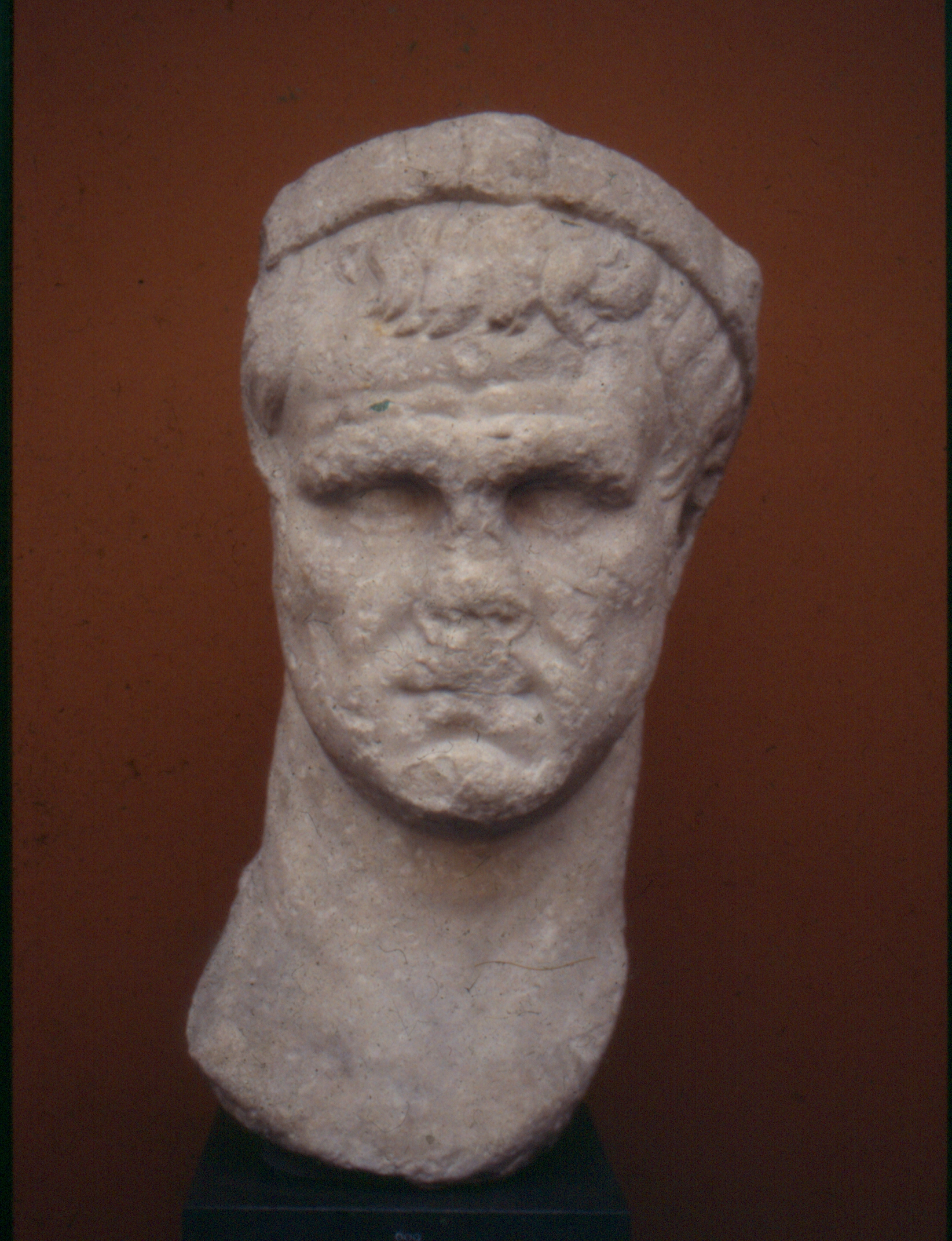
Марк Віпсаній Агріппа

## Історія
З розширенням Римської імперії та зростанням її міських центрів, забезпечення надійного водопостачання стало вирішальним для підтримки населення та полегшення різних видів діяльності, таких як сільське господарство, промисловість та громадська гігієна. Так, до появи посади Куратора Акварума, питанням водопостачання займався цензор. Але імператор Август створив нову посаду Акварума, а рамках ініціативи з розробки нових посад. На той момент з водопостачанням в Римі були проблеми, і це нововведення мало б вирішити дану проблему. 

Першим куратором став Агріппа, і був ним з 33 р. до н. е. по 12 р. до н. е.  Він використовував рабську силу, що складалася з 240 імперських рабів і 40 вільновідпущеник.  Під час свого терміну, він побудував водогін Акведук Юлія та відремонтував існуючі водогони. 
Після смерті Агріппи, куратором став Мессала Корвін. Імператор Клавдій збільшив кількість працівників спершу до 460 чоловік, а потім і до 700. 
Фронтін також був призначений куратором акварума імператором Нерва.
Протягом 2-го століття не було зроблено значних записів про куратора Акварума. Однак під час правління Септимія Севера та Каракалли була створена нова посада під назвою Куратор Акварум Мінуціїв (лат. Curator Aquarum et Minuciae).
Також цю посаду обіймав Луцій Новій Руфій, що був губернатором Близької Іспанії та прихильником Клодія Альбіна.

## Ролі та повноваження
Куратор Акварум, як правило, був видатним сенатором консульського рівня. Офіційно вони були обрані Сенатом, хоча неофіційно імператор завжди їх встановлював самостійно. Куратори Акварум та їх два сенаторські ад'ютори, або помічники, мали в основному церемоніальну владу. Їм офіційно було надано повний контроль над римським водопостачанням та акведуками. Незважаючи на це, від куратора не очікували жодних технічних знань, вони навіть не були присутні в Римі протягом більшої частини свого терміну.
Підлеглими куратора були працівники зі знаннями гідравліки, такі як інженери та  штукатури.  Ці працівники зазвичай приймали всі рішення. Хоча куратор все ще керував зарплатнею цих працівників. Куратори Акваруми були відповідальні за забезпечення постійного потоку води, їх можна було б викликати для очищення акведуків, вони оштрафували б правопорушників, які пошкодили акведуки, вони керували випробуваннями людей, яких звинувачували у пошкодженні акведуків або каналізації, вони б керували будівництвом нових будівель та громадських робіт, і вони могли б створити нову Кастеллудля грантів на воду. 
Щоб отримати доступ до міської води, епістолу потрібно було б представити кураторському акваруму. Куратор передає лист прокурору, а той вже виконував запит. 

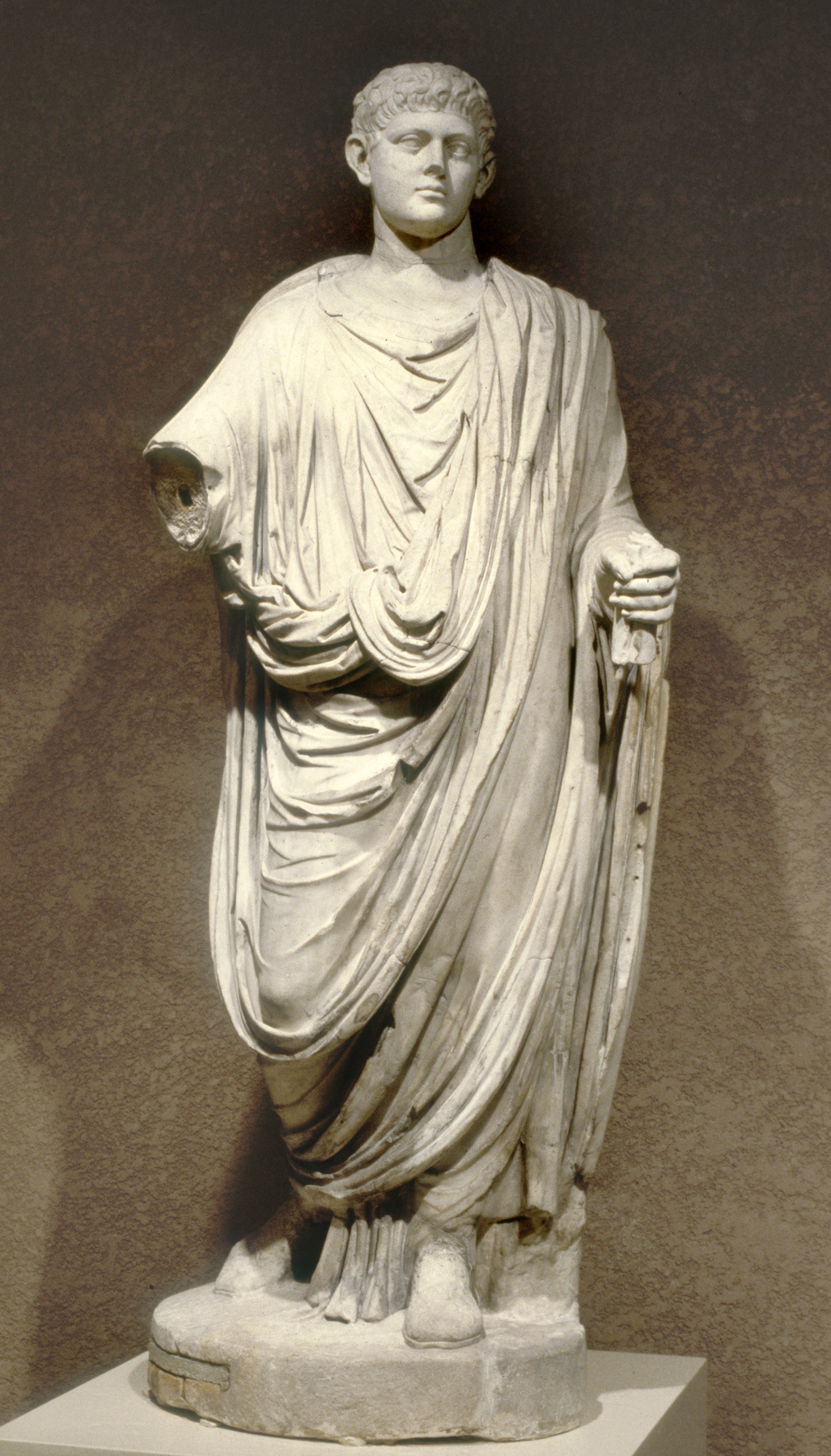
Тога

У Стародавньому Римі безкоштовне зерно було розподілено серед плебеїв у Марсовому полі, що було біля Портікус Мінуси. Цілком можливо, що куратор Акварум відповідав за розподіл цього зерна. Однак він, можливо, відповідав лише за використання води для живлення млина, який виготовляв зерно. Інші вчені оскаржують цю точку зору. Оскільки Акведук Траяна була створена після обрання першого Куратора Акварум Мінуціїв.
Куратори Акварум мали право подорожувати з двома лікторами, але лише за межами Риму. Вони мали право одягати Тогу та посідати curule seat. 

## Наслідки
Завдяки ефективному управлінню водопостачанням та гігієнічними стандартами, мешканці Риму мали доступ до чистої води для пиття, приготування їжі, купання та інших потреб. Це сприяло покращенню санітарних умов і зниженню рівня захворюваності в місті.
Забезпечення надійного водопостачання стимулювало економічний розвиток міста, сприяючи зростанню промисловості, сільського господарства та торгівлі. Водний ресурс був важливим для виробництва, створення млинів, фабрик та інших підприємств. Ефективне управління водними ресурсами сприяло стабільності та соціальному порядку в місті, зменшуючи конфлікти через доступ до води та рішення спірних питань щодо її використання. Успішне управління водними ресурсами в Римській імперії залишило значну спадщину для подальших цивілізацій. Будівництво акведуктів та інших водопровідних споруд вплинуло на архітектуру, інженерію та гідротехніку у різних частинах світу.